# Elena Ceaușescu
Elena Ceaușescu [čauše'sku], ( Petrești, 7. siječnja 1916. – Târgoviște, kraj Bukurešta, 25. prosinca 1989.),  bila je rumunjska političarka i žena komunističkog vođe i rumunjskog diktatora Nicolaea Ceaușescua. Od 1980. godine je bila zamjenica premijera komunističke Rumunjske. Zajedno je sa svojim mužem provodila je diktaturu po državi a bila je mnogo omraženija od strane naroda nego sam predsjednik Nicolae.

## Život
Rođena je u rumunjskom gradiću Petrești koji se nalazi nedaleko od Bukurešta. Njeno pravo rodno ime je glasilo Lenuța Petrescu. Živjela je u siromašnoj obitelji. Njen otac je radio kao poljoprivrednik i tako su zarađivali za život. Osnovnu školu nikada nije dovršila do kraja a kada ju je napustila zajedno sa svojim bratom otišla je u Bukurešt. Tamo je na kratko vrijeme vrijeme radila kao asistentica u laboratoriju. Ubrzo se zapošljava u tvornicu tekstila. Početkom svoje punoljetnosti Elena se počela zanimati za politiku. Tako se već 1937. u 21. godini pridružila Rumunjskoj Komunističkoj stranci. Dvije godine kasnije upoznaje Nicolaea Ceaușescua, budućeg predsjednika Rumunjske. Odmah su se zaljubili. No njihova veza je prekinuta nakon što je Nicolae počinio prijestup i tako što je bio poslan u zatvor gdje je odsluživao višmjesečnu kaznu. Nakon izlaska iz zatvora, Nicolae je opet bio s Elenom. Također je napredovao kao član stranke, uskoro je postao 1944. glavni tajnik komunističke omladine. Za razliku od njega, Elena nije imala nikakvog političkog utjecaja i bila je obična članica stranke. No kad je i Nicolae došao na višu poziciju i ona je nakon nekog vremena postala važna politička figura.
Dana 23. prosinca 1947. godine su se vjenčali. Na Eleninom rodnom listu je bilo stavljeno da se rodila 1919. godine, umjesto 1916., samo da bi izgledalo da je godinu dana mlađa od muža. Također je svoje ime Lenuța preimenovala u Elena. Dana 17. veljače 1948. rodila je svog prvog sina Valentina, koji se kasnije uopće nije zanimao za politiku i nije slijedio svog oca. Umjesto politike on je studirao fiziku. Godinu dana kasnije, 1949., Elena je rodila kćerku Zoiu. A kasnije su Ceaușescovi posvojili sina Nicua. Nicolae je 1974. postao predsjednik komunističke Rumunjske. Tako je Elena postala prva žena države a ujedno je bila i suradnica i savjetnica svog muža. Nicolaea je pratila svugdje na svijetu gdje bi se sastajao s kraljevima i vođama. S njim je zajedno išla od španjolskog kralja Juana Carlosa pa sve do britanske kraljice Elizabete II. Međutim kada se Ceaușescu postavio na vlast tada je situacija u državi bila katastrofalna.
Ljudi su gladovali a posebice im je bilo najteže tijekom zime kada se nisu imali čime grijati. No bračni par Ceaușescu nije mario uopće za to i na televiziji su prikazivali kako u Rumunjskoj narod živi u izobilju što to nije bila istina. Elena je zahvaljujući svom mužu stigla do visokog političkog položaja; postala je zamjenica premijera a ujedno i potpredsjednica vlade. Ipak je igrala još veću ulogu u politici nego što je bila u mogućnosti, imala je izuzetno snažan utjecaj na svog muža koji je vodio samostalnu politiku komunizma. Za razliku od ostalih žena diktatora koje su se borile za sveopće pravo žena, Elena se nikada nije istaknula kao feministica koja je pomagala ženama. Upravo suprotno, ona im je uskraćivala prava. Iste godine kada je posjetila japanskog cara, ona je primila počasni doktorat iako se ta njezina diploma dan danas ne priznaje jer je se smatra da je na nepošten način došla do njega s obzirom na to da nije završila nikakvu višu školu. Što su veću diktaturu Ceaușescovi provodili, to je stanje u državi bilo gore. Zbog toga će narod podignuti veliku revoluciju zbog koje će Elena i Nicolae izgubiti glavu. Velika rumunjska gimnastičarka Nadia Comăneci je morala emigrirati iz Rumunjske kad su se počele događati političke promjene.

## Revolucija, pad, suđenje i smaknuće
Dana 16. prosinca 1989. su počeli nemiri diljem Bukurešta. Nicolae je smirivao bijesnu rulju obečavajući im poboljšanje uvjeta i davanjem male povišice plaće. No ni to nije smirilo razdražen narod. Nakon tjedan dana, 22. prosinca predsjednik Ceauşescu je izašao na balkon predsjedničke palače da održi govor. Tada su započeli brojni zvižduci i gomila ljudi se počela derati. U strahu od provale u palaču, Elena i diktator su odmah pobjegli helikopterom. Od Bukurešta su otišli 70 kilometara daleko. Pilot helikoptera mu je slagao da će ih početi gađati zračnim oružjem. Uspaničena Elena je zahtijevala da helikopter odmah sleti. Ubrzo su našli nekog tko će ih odvest autom na sigurno mjesto. Bili su odvezeni u vojnu bazu. Auto je bio stao pred dvorište vojarne. Nicolae je izašao no Elena je ostala jer joj je bilo sumnjivo. Muž joj je rekao da će sve biti u redu i da su tu sigurni. Ona je izišla iz auta i ušli su zgradu. Elenine sumnje su bile opravdane. Kapetan baze ih je na prijevaru dao zatvoriti. Uskoro je i sud bio došao. Prije suda ona i on su otišli na liječnički pregled. Jedan očevidac koji ih je pratio izjavio je za Nicolae da je bio uredan i da je mirisao na vonj kao svaki njegovani čovjek no za Elenu je rekao :  Ona je zaudarala, no ponašala se normalno.
Nakon pregleda, otišli su na sud koji se nalazio u vojarni. Cijeli tijek suda je bio snimat kamerom i bio se prenosio na televizor. Tužilac je za Elenu i Nicolaea govorio : Bio je to nezapamćeni genocid rumunjskog naroda, genocid izgladnjivanjem, oskudicom hrane i grijanja! Najteži zločin, najgnusniji od svih drugih zločina ipak je bilo tlačenje duše našega rumunjskoga naroda. Elena je tijekom cijelog suđenja bila smirena i nije izustila niti jednu jedinu riječ, čak nije odgovarala na pitanja koja bi joj bila postavljena.
 Pri kraju suda Nicolae je rekao u njihovu obranu :Laž je da sam izgladnjivao svoj narod, bezočna laž! To samo dokazuje jednu više nego žalosnu činjenicu da je ovih dana veleizdaja zamijenila patriotizam! . Bili su optuženi za nelegalno bogaćenje i da su skrivili smrt tisuće Rumunja. Glavni sudci su izišli iz sudnice a ovi su ostali sami s vojnicima.Nakon jedne minute se dogodila malo posmiješna situacija koja je i snimila kamera. Bračni par je jednostavno ustao iz svojih stolica i namjeravali su otići natrag kući bez ikakve presude. Naravno vojnici su ih odmah zaustavili i prisili ih da sjednu natrag. Sveukupno, njihovo suđenje nije trajalo ni sat i pol vremena. Sudci su ušli natrag u sudnicu i i izrekli su presudu : bili su osuđeni na smrt strijeljanjem. Elena je ostala mirna i shvatila je da ne može ništa napraviti. Pomirili su se da će ih strijelati. Do njih su došli vojnici da ih izvedu i strijeljaju razdvojeno No par se protivio i rekli su da žele zajedno umrijeti. Elena je tad izjavila : Ako nas kanite ubiti, ubijte nas zajedno. Udovoljili su im želju. Neposredno prije smaknuća, čvrsto su im vezali ruke. U dvorištu vojarne se izvšilo smaknuće Elene i Nicolaea Ceauşescua. Egzekucija je bila snimljena kamerom i diljem svijeta su ljudi vidjeli sudbinu rumunjskih dikatora. Nicolae je tad imao 71 godinu a Elena 73.